# Lam Teungoh (Sampoiniet)
Lam Teungoh is een bestuurslaag in het regentschap Aceh Jaya van de provincie Atjeh, Indonesië. Lam Teungoh telt 418 inwoners (volkstelling 2010).